# Carlson Reinhard
Carlson Reinhard (* 28. Januar 1953 in Köln; † 7. März 2020) war ein deutscher Journalist. In den 1980er und 1990er Jahren war er Chefredakteur von Fahrradzeitschriften wie Tour und Velo. Später kreierte und betreute er verschiedene andere Spartenzeitschriften sowie u. a. die Hauszeitschrift der McDonald’s Kinderhilfe. Ab 2008 verfasste er drei Abenteuerbücher, erschienen im Bielefelder Verlag und bei Piper-Malik.

## Jugend und Ausbildung
Carlson Reinhard war der Sohn eines Buchhändlers. Seine Jugend verbrachte er in Bochum (von 1955 bis 1964) und Duisburg (bis 1971), wo er am Landfermann-Gymnasium sein Abitur ablegte. 1971 begann er an der Albert-Ludwigs-Universität in Freiburg ein Studium der Philosophie und Soziologie, das er 1977 als Magister Artium beendete. Während und nach seinem Studium verbrachte er mehrere Monate in Kanada und arbeitete dort am Projekt „Grand Council Treaty #9“ der Cree-Indianer in Ontario mit. 

## Beruflicher Werdegang
Ende 1978 kehrte Carlson Reinhard nach Deutschland zurück und wurde in Reutlingen als Redakteur der Zeitschrift Tour tätig. Weitere Mitarbeiter waren Christian Smolik für den Technikbereich, Peter Konopka für medizinische Fragen und Wolfgang Gronen als Radsporthistoriker. Nach der Insolvenz des Reutlinger Lütze-Verlages wurde Tour 1984 vom Münchner Atlas-Verlag übernommen. 
Die Redaktion wurde im Zuge des Verlagswechsels ausgelagert und firmiert seitdem als selbständiges Redaktionsbüro. 1990 übernahm das Büro die komplette Redaktion des Zweirad-Magazins, einem neuen Branchenblatt des Fahrradfachhandels. Erste Tour-Sonderhefte zu Themen wie „Radtechnik“ und „Mountainbike“ erschienen. Zwischen 1985 und 1993 stieg die verkaufte Auflage von ca. 29.000 Exemplaren auf über 80.000 Exemplare. 1993 allerdings fand die Zusammenarbeit zwischen Verlag und Redaktion ein Ende. 
Nach einer sechsmonatigen Übergangsfrist wurde mit dem Schweizerischen AT Verlag ein Konzept realisiert, aus dessen Velo-Magazin ein Radsport-Magazin für den gesamten deutschsprachigen Raum zu machen. Die Juli-Ausgabe 1993 hieß noch Tour, die August-Ausgabe bereits Velo. 1996 kam der AT Verlag in finanzielle Schwierigkeiten, und die Zeitschrift wurde eingestellt.
Ab 1998 produzierte das Redaktionsbüro von Reinhard die Hauszeitschrift der McDonald’s Kinderhilfe, von 1998 bis 2001 die Zeitschrift Sportrad der Zweirad-Einkaufs-Genossenschaft (ZEG) sowie die 1998er Ausgabe des Roadbooks der Tour de France sowie von 2004 bis 2006 „Helping Hands“.
Carlson Reinhard lebte zuletzt im thüringischen Wutha-Farnroda.

## Publikationen
- Mit Tilmann Waldthaler: Sieh diese Erde leuchten! 30 Jahre mit dem Fahrrad um die Welt. Bielefelder Verlag, Bielefeld 2008, ISBN 978-3-87073-432-9.
- Mit Tilmann Waldthaler: Bei Sonne, Wind und Regen. Unterwegs auf Deutschlands schönsten Radwegen. Malik, München 2011, ISBN 978-3-492-40424-2.
- Mit Tilmann Waldthaler: Nordkap – Neuseeland. Noch einmal mit dem Fahrrad um die Welt. Malik, München 2012, ISBN 978-3-89029-425-4.